# یودریک سیلیکجوی
یودریک سیلیکجوی (تایلندی: ยอดรัก สลักใจ) یک هنرپیشه و خواننده اهل تایلند است. در استان فیچت متولد شد.

## دیسکوگرافی
- Jod Mai Jak Neaw Na (จดหมายจากแนวหน้า)
- Ai Num Too Pleang (ไอ้หนุ่มตู้เพลง)
- Sam Sib Yang Jeaw (สามสิบยังแจ๋ว)
- Long Luea Ha Rak (ล่องเรือหารัก)
- Kha Tha Ma Ha Ni Yom (คาถามหานิยม)
- Ar Ray Koe Koo (อะไรก็กู)
- Khob Khun Fan Pleang (ขอบคุณแฟนเพลง)